# Торнер, Дмитрий Григорьевич
Дмитрий Григорьевич Торнер (рум. Dmitri Grigore Torner; 28 августа 1980, Кишинёв, Молдавская ССР) — молдавский спортивный функционер. Президент Федерации биатлона Республики Молдова.

## Биография
Дмитрий Торнер родился в Кишинёве, Молдова. Имеет высшее экономическое образование.
Торнер занимается предпринимательской деятельностью в области химии и технологий с конца 90-х годов.
В 2019 году занимал должность начальника аналитического отдела компании «Хим-Трейд» (Украина), которая специализируется на поставках газа и электроэнергии. На данный момент является консультантом ряда европейских компаний, работающих в сфере энергетики, химии и технологий.

### Общественная деятельность
В январе 2021 года Дмитрий Торнер был избран президентом Федерации биатлона Республики Молдова.
После избрания на этот пост он инициировал проект реконструкции спортивной трассы для биатлона в столице Молдовы Кишинёве. Президент Международного союза биатлонистов Олле Далин поддержал этот проект. Для реализации проекта планируется привлечь австрийских инвесторов. Сумма инвестиций, по предварительной оценке, составляет 3 миллиона долларов США. Спортсмены Молдовы отмечают, что после того, как Дмитрий Торнер возглавил Федерацию биатлона Молдовы, были решены многие организационные и финансовые проблемы.
Спустя год, после того как Дмитрий Торнер возглавил Федерацию биатлона, молдавские спортсмены значительно улучшили свои результаты. На Чемпионате Европы по биатлону 2022 биатлонистка Алина Стремоус завоевала серебряную медаль в индивидуальной гонке на 15 км и золотую медаль в гонке-преследовании. Благодаря этому Молдова заняла третье место в медальном зачете чемпионата Европы. Президент Молдовы Майя Санду заявила о высоких достижениях молдавской биатлонистки. Успешные выступления молдавских биатлонистов на этапах Кубка мира IBU и Чемпионате Европы по биатлону в сезоне 2021/2022 позволили им пройти квалификацию на XXIV Зимние Олимпийские игры 2022 в Пекине.
В марте 2024 года Дмитрий Торнер возглавил Ассоциацию зимних видов спорта Республики Молдова. На протяжении 2024 года Торнер провел встречи с исполнительным директором Международной федерации санного спорта, а с также с министром обороны Австрии Клаудией Таннер. Австрия намерена поддержать Молдову в создании спортивного резерва.

## Личная жизнь
Дмитрий Торнер женат. Жена — Ольга Торнер, основательница портала Insider.UA, телеведущая на телеканале «Интер», победительница от Австрии на международном конкурсе красоты для замужних женщин Миссис Вселенная-2016. У пары трое детей: близнецы Давид и Ева, а также сын Алекс.